# Урусіол
Урусіол, Урушіол (яп. ウルシオール; англ. Urushiol) — органічний маслянистий токсин, що міститься в рослинах родини Сумахові, особливо у рослинах роду Toxicodendron. Викликає алергічну шкіряну реакцію при контакті. Складова сполука японського лаку урусі, від якого походить назва токсину. 
|  | R = (CH2)14CH3 або R = (CH2)7CH=CH(CH2)5CH3 або R = (CH2)7CH=CHCH2CH=CH(CH2)2CH3 або R = (CH2)7CH=CHCH2CH=CHCH=CHCH3 або R = (CH2)7CH=CHCH2CH=CHCH2CH=CH2 та інші |

## Структура та властивості
Сполуки урусіолу є похідними пірокатехолу. Насичений алкільний (3-алкілпірокатехін) або ненасичений алкільний замісник (3-алкенілпірокатехін) приєднаний до центрального катехолового кільця. Рослини завжди містять суміш різних урусіолів, причому урусіоли I (2)14CH3) і III (2)7CH=CHCH2CH=CH(CH2)2CH3) зазвичай складають основний компонент, залежно від виду рослини. Ідентифіковано близько 15 речовин. Єдиним представником твердої речовини є насичений урусіол I, який є основою лаку. Суміш, отримана з лакового дерева (Toxicodendron vernicifluum), являє собою жовту жирувату рідину з температурою кипіння 200–210 °C.
Усі урусіоли мінімально розчинні у воді, але добре розчиняються в спиртах і діетиловому ефірі. Ненасичені представники II-V (2)7CH=CH(CH2)5CH3, 2)7CH=CHCH2CH=CH(CH2)2CH3, 2)7CH=CHCH2CH=CHCH=CHCH3, 2)7CH=CHCH2CH=CHCH2CH=CH2) схильні до полімеризації. Розчини в метанолі або етанолі окислюються киснем повітря до відповідних ортохінонів навіть при кімнатній температурі . 
Частково змішується зі спиртом та ефіром, але майже не змішується з водою. Хімічно урушіол є сумішшю кількох близьких органічних сполук. Кожен складається з катехолу, заміненого алкільним ланцюгом, що містить 15 або 17 атомів вуглецю. Алкільна група може бути насиченою або ненасиченою. Олія урусіол є сумішшю насичених і ненасичених молекул. Менше половини населення в цілому реагує на насичений урусіол, але понад 90% реагують на урусіол, що містить принаймні два ступені ненасичености (подвійні зв’язки).

## Алергія
Спровокований урусіолом контактний дерматит залежать від хімічної структури самої молекули. У Північній Америці, де трапляється багато випадків недуги, помічено, що реакції на шкірі залежать від ступеня насичення алкільних груп. У більшості людей урусіоли з принаймні двома подвійними зв’язками є алергенними, і менше половини населення реагують на урусіоли лише з насиченими алкільними групами 
. Це алергія, опосередкована антигенпрезентуючими Т-лімфоцитами. Реакція виникає тільки при попередній сенсибілізації. Ця алергія може бути спровокована у 50-70% населення Північної Америки .

## Див.також
- Toxicodendron
- Toxicodendron radicans
- Контактний дерматит, спричинений урусіолом
- Протисвербіжні засоби (Antipruritic)